# فضای هیلبرت

حالات ریسمان در حال ارتعاش را می‌توان به صورت نقطه ای در فضای هیلبرت مدل کرد. در اینجا تجزیهٔ ریسمان مرتعش به نوسانات فرعی متمایز نشان داده شده که در حقیقت تصویر نقطه بر روی محورهای مختصات در فضای هیلبرت است.

فضای هیلبرت (به انگلیسی: Hilbert Space) که به‌افتخار داویت هیلبرت نام‌گذاری شده، مفهوم فضای اقلیدسی را تعمیم می‌دهد. این فضا، روش‌های جبر برداری و حسابان را از صفحه اقلیدسی دو بعدی و فضای اقلیدسی سه بعدی، به فضاهایی با هر تعداد بُعد، متناهی یا نامتناهی، گسترش می‌دهد. یک فضای هیلبرت، فضای برداری مجردی (به انگلیسی: abstract، انتزاعی) است که دارای ضرب داخلی بوده و اندازه‌گیری فاصله در آن، ممکن است. افزون‌بر این، فضای هیلبرت، کامل است.
فضاهای هیلبرت، به‌شکل فضای بی‌نهایت‌بُعدی توابع در ریاضیات و فیزیک، بسیار ظاهر می‌شوند. ازین نظر، نخستین فضاهای هیلبرت، دههٔ نخست قرن بیستم از سوی داویت هیلبرت، اِرهارد اشمیت و فریدیش ریس مطالعه شدند. این فضاها، ابزارهای ضروری در معادلات مشتقات جزئی، مکانیک کوانتومی، تحلیل فوریه (که شامل کاربردهای آن در پردازش سیگنال و انتقال حرارت می‌شود) و نظریه ارگودیک (که زیربنای ریاضی ترمودینامیک است) هستند. جان فون نویمان، عبارت «فضای هیلبرت» را در مفهومی انتزاعی، که کاربردهای گسترده‌ای داشت، پیش نهاد.
فضاهای هیلبرت راه را برای عصر پرثمر آنالیز تابعی هموار کرد. در کنار فضاهای اقلیدسی کلاسیک، نمونه‌هایی از فضاهای هیلبرت، شامل فضاهای توابع مربع-انتگرال‌پذیر، فضاهای دنباله‌ای، فضاهای سوبولف شامل توابع تعمیم‌یافته و فضاهای هاردی از توابع هولومورفیک می‌شود.
شهود هندسی نقش مهمی در بسیاری از جنبه‌های فضای هیلبرت بازی می‌کند. مشابه‌های دقیقی از قضیه فیثاغورث و قانون متوازی‌الأضلاع، در فضای هیلبرت نیز هستند. در نگاهی عمیق‌تر، تصویرکردن متعامد روی زیرفضاها (مشابه ارتفاع مثلث‌ها) نقش مهمی در بهینه‌سازی و دیگر جنبه‌های آن، بازی می‌کند. در مقایسه با مختصات کارتزین در صفحه، یک عنصر از یک فضای هیلبرت را می‌توان منحصربه‌فرد از راه مختصات و با توجه به مجموعه‌ای از محورهای مختصات (یک پایه متعامد نرمال) مشخص کرد. وقتی مجموعهٔ محورها نامتناهی شمارا باشند، فضای هیلبرت را می‌توان به صورت دنبالهٔ نامتناهی که مربع-جمع پذیر هستند تصور کرد. در قدیم، این‌گونه فضاها را، فضای هیلبرت در نظر می‌گرفتند. عملگرهای خطی روی یک فضای هیلبرت نیز نسبتاً ملموس هستند؛ در برخی موارد، این عملگرها تبدیلات ساده‌ای هستند که فضا را در جهت‌های دوبه‌دو متعامد با ضریب‌های متفاوت می‌کِشند، به‌گونه‌ای‌که با مطالعه طیفشان، می‌توان آن‌ها را دقیق‌تر شناخت.

## تاریخچه

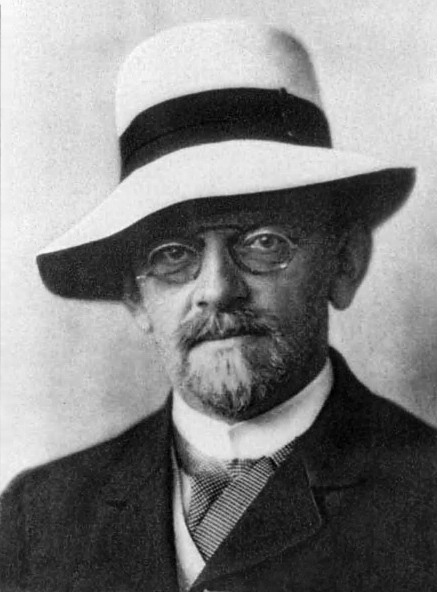
داویت هیلبرت

پیش‌از توسعهٔ فضاهای هیلبرت، تعمیم‌های دیگری از فضاهای اقلیدسی نیز بودند که ریاضی‌دانان و فیزیک‌دانان با آن‌ها آشنا بودند. به‌ویژه، ایدهٔ فضای خطی مجرد، تا پایان قرن نوزدهم، توجه ریاضی‌دانان را برانگیخته‌بود: این‌ها فضاهایی هستند که عناصرشان را می‌توان با هم جمع کرده و اسکالرها را در آن‌ها ضرب کرد (اسکالرهای حقیقی یا مختلط) بی‌این‌که لزوماً این عناصر، مفهومی بیرونی چون بردارهای «هندسی» مکان و گشتاور در فیزیک داشته‌باشند. دیگر چیزهای (به انگلیسی: objects) مطالعه‌شده از سوی ریاضی‌دانان در آغاز قرن بیستم، به‌ویژه فضای دنباله‌ای (شامل سری‌ها) و فضای توابع را می‌توان فضاهای خطی در نظر گرفت. برای نمونه، می‌توان توابع را با هم جمع کرده یا در اسکالر ضرب کرد، و این عملیات از قوانین جبری جمع و ضرب اسکالر بردارها پیروی می‌کنند.
پیشرفت‌های هم‌زمان در دهه اول قرن بیستم میلادی، به معرفی فضاهای هیلبرت انجامیدند. نخستین آن‌ها، هنگام مطالعات داویت هیلبرت و ارهارد اشمیت در معادلات انتگرالی روی نمود و چنین بود: ضرب داخلی دو تابع حقیقی {\displaystyle \mathrm {f} } و {\displaystyle \mathrm {g} } روی بازه {\displaystyle [a,b]}، چنین تعریف می‌شود:
{\displaystyle \langle f,g\rangle =\int _{a}^{b}f(x)g(x)\,\mathrm {d} x}
این ضرب داخلی بسیاری از خواص آشنای ضرب داخلی در فضای اقلیدسی را داراست. به‌ویژه، ایدهٔ توابع معامد نیز این‌جا معنا پیدا می‌کند. اشمیت شباهت این ضرب داخلی با ضرب داخلی معمولی را به‌کار گرفت تا مشابه تجزیه طیفی یک عملگر به شکل:
{\displaystyle f(x)\mapsto \int _{a}^{b}K(x,y)f(y)\,\mathrm {d} y}
که در آن {\displaystyle \mathrm {K} } یک تابع پیوسته و متقارن با متغیرهای {\displaystyle \mathrm {x} } و {\displaystyle \mathrm {y} } هست را ثابت کند. نتیجهٔ کار او، بسط توابع ویژه است که تابع {\displaystyle \mathrm {K} } را به‌صورت یک سری، چنین درمی‌آورد:
{\displaystyle K(x,y)=\sum _{n}\lambda _{n}\varphi _{n}(x)\varphi _{n}(y)}
که در آن {\displaystyle \varphi _{n}}‌ها متعامد هستند یعنی {\displaystyle \langle \varphi _{n},\varphi _{m}\rangle =0} برای تمام {\displaystyle n\neq m}‌ها. گاهی هر کدام از جملات این سری را جواب‌های ضرب ابتدایی گویند. با این حال، بسط توابع ویژه‌ای هم یافت می‌شوند که به‌شکل مناسبی به تابع مربع-انتگرال‌پذیری همگرا نباشند؛ لذا عنصر مفقوده ای که از وجود شرط همگرایی اطمینان حاصل می‌کند همان خاصیت کامل بودن فضاست.